# Fuerzas Armadas de Eritrea
Las Fuerzas Armadas de Eritrea, oficialmente Fuerzas de Defensa de Eritrea son la organización militar que tiene este país para ejercer la defensa nacional de este país que está situado geo-estratégicamente en un lugar de suma importancia debido al estrecho de Bab el-Mandeb.
Las Fuerzas Armadas de Eritrea actuales se remontan a 1991, año en el que Eritrea logró su Independencia de Etiopía, automáticamente se vio la necesidad de tener unas Fuerzas Armadas fuertes para que estas ejerciesen la defensa ante posibles réplicas enemigas.
Las Fuerzas militares de este país se distribuyen en tres ramas: las Fuerzas terrestres, las Fuerzas Navales y las Fuerzas aéreas. En total suman más de 300.000 efectivos activos y casi otros 300.000 de reservistas.
La historia reciente de este país demuestra la necesidad que los eritreanos ven en el militarismo de su país, el cual gasta una quinta parte del PIB en gasto militar, debido a las malas relaciones diplomáticas con sus países vecinos, a la tensión continua con su antigua metropolí, que ha llegado a causar guerras, o los conflictos territoriales con Yibuti en la frontera, o con Yemen antes por el archipiélago de Hanish.

## Historia
Aunque la historia de las Fuerzas Armadas actuales de Eritrea solo se remonten a 1991, la historia militar de este país es mucho más extensa, y habría que remontarse cientos de años atrás para verla.

## Equipamiento
El equipamiento básico de todos los soldados que comoponen las Fuerzas Armadas de Eritrea es el Kaláshnikova automático modelo 1947, mayormente conocido por su acrónimo "AK-47".

## Reclutamiento

### Servicio militar
Todo hombre y mujer físicamente aptos debe servir, ostensiblemente, durante 18 meses. Durante este tiempo, reciben seis meses de entrenamiento militar y el resto se dedica a trabajar en proyectos de reconstrucción nacional. Este programa supuestamente tiene como objetivo compensar la falta de capital de Eritrea y reducir la dependencia de la ayuda extranjera, al tiempo que une a una sociedad étnicamente diversa, mitad cristiana y mitad musulmana, que representa a nueve grupos étnicos. Esto se describe tanto en la Constitución de Eritrea como en la Proclamación 82 emitida por la Asamblea Nacional el 23 de octubre de 1995. Sin embargo, el período de alistamiento puede extenderse en tiempos de crisis nacional, y el período típico de servicio nacional es considerablemente más largo que el mínimo. Desde la década de 1990, el servicio militar obligatorio ha sido prácticamente indefinido. Este proyecto de política se ha comparado con la "esclavitud" y ha recibido la condena internacional.
El entrenamiento militar se imparte en el Centro de Entrenamiento de Defensa Sawa y el Centro de Entrenamiento Militar Kiloma. Los estudiantes, tanto hombres como mujeres, deben asistir al Centro de Entrenamiento Sawa para completar el último año de su educación secundaria, que se integra con su servicio militar. Si un estudiante no asiste a este período de entrenamiento, no podrá asistir a la universidad; muchas rutas para el empleo también requieren prueba de entrenamiento militar. Sin embargo, pueden asistir a un centro de formación profesional o encontrar trabajo en el sector privado. Al final del servicio nacional de un año y medio, un recluta puede optar por quedarse y convertirse en un oficial militar de carrera. Los reclutas que eligen lo contrario pueden, en teoría, regresar a su vida civil, pero continuarán siendo reservistas. En la práctica, los graduados del servicio militar a menudo son seleccionados para continuar el servicio nacional según su vocación; por ejemplo, los maestros pueden ser enviados obligatoriamente durante varios años a escuelas en una región desconocida del país. Según el Gobierno de Eritrea, «El único objetivo del programa de Servicio Nacional es, por lo tanto, formar individuos capaces, trabajadores y atentos».
Los reclutas eritreos también se utilizan en funciones no militares. Los soldados suelen ser empleados como refuerzo en la recolección de cosechas en los campos agrícolas del país, aunque gran parte de los alimentos cosechados se destina a alimentar al ejército en lugar de a la población general.

### Milicia popular
En 2012, el gobierno creó la Milicia Popular (conocida localmente como "Hizbawi Serawit") para brindar entrenamiento militar adicional a la población civil y apoyar las labores de desarrollo. Muchos ancianos se han visto obligados a unirse. Su estructura organizativa está organizada por profesión o zona geográfica. Sirve como una forma de servicio nacional. En 2013, estuvo dirigido por el general de brigada Teklai Manjus.

### Mujeres
Si bien los hombres constituyen la mayoría del ejército eritreo, las mujeres desempeñan un papel importante, ya que el 30% del personal de las Fuerzas de Defensa de Eritrea (FDE) son mujeres. Esto se debe a que todos los eritreos, independientemente de su género, deben participar en el entrenamiento militar obligatorio en el Centro de Entrenamiento de Defensa de Sawa. La única excepción a esto son los estudiantes que aprueban el examen de matriculación, que les permite la admisión en la universidad y completar el Servicio Nacional después en una capacidad profesional. Las mujeres en el EDF reciben la misma formación que los hombres y también se les asignan los mismos roles y responsabilidades que a ellos. La participación femenina históricamente alta en el ejército eritreo ha sido una de las razones del activismo femenino en el país. Esto ha llevado a un aumento en la representación de las mujeres eritreas en la Asamblea Nacional, con un 30% de los escaños reservados oficialmente para mujeres debido a los esfuerzos de la NUEW (Unión Nacional de Mujeres Eritreas). El aumento del activismo femenino se debe a que muchas excombatientes mujeres descubrieron que los derechos de las mujeres no cambiaron después de la guerra de independencia, a pesar de que la igualdad de género era uno de los ideales principales del Frente Popular de Liberación de Eritrea (EPLF). Incluso con algunas de las mejoras en la representación femenina dentro del gobierno eritreo, las mujeres se oponen al servicio obligatorio debido al riesgo de violencia sexual, embarazos no deseados y el riesgo de infección por VIH/sida. Este temor a la agresión sexual proviene de una historia de violencia sexual contra mujeres reclutas por parte de comandantes militares en el Servicio Nacional Eritreo. Si bien las mujeres en el EDF reciben un trato igualitario en muchos aspectos, aún existen disparidades de género que generan protestas y resentimiento hacia el EDF.